# Lohafary
Lohafary is een plaats en commune in het zuiden van Madagaskar, behorend tot het district Vangaindrano, dat gelegen is in de regio Atsimo-Atsinanana. Tijdens een volkstelling in 2001 telde de plaats 9.800 inwoners.
De plaats biedt enkel lager onderwijs aan. In de plaats wordt mijnbouw op industriële schaal bedreven. 99 % van de bevolking werkt als landbouwer. Het belangrijkste landbouwproducten zijn koffie en rijst; andere belangrijke producten zijn suikerriet en maniok. Verder is 1 % actief in de dienstensector.